# Sân bay quốc tế Zaporizhia
Sân bay quốc tế Zaporizhia (IATA: OZH, ICAO: UKDE) (tiếng Ukrainia Міжнародний аеропорт Запоріжжя) là một sân bay quốc tế ở Zaporizhia, Ukraina. Đây là một trong 3 sân bay xung quanh thành phố này.

## Các hãng hàng không và các tuyến điểm
- Aerosvit Airlines (Kyiv-Boryspil)
- Air Armenia (Yerevan)
- Constanta Airline (Kyiv-Boryspil)
- Motor Sich Airlines (Ankara, Kyiv-Boryspil, Kyiv-Zhulyany, Moscow-Vnukovo)